# (247) Eucrante
(247) Eucrante es un asteroide perteneciente al cinturón de asteroides descubierto por Karl Theodor Robert Luther el 14 de marzo de 1885 desde el observatorio de Düsseldorf-Bilk, Alemania.
Está nombrado por Eucranta, una de las Nereidas de la mitología griega.

## Características orbitales
Eucrante está situado a una distancia media de 2,742 ua del Sol, pudiendo alejarse hasta 3,408 ua . Tiene una inclinación orbital de 24,99° y una excentricidad de 0,2426. Emplea 1659 días en completar una órbita alrededor del Sol.